# Charlotte d'Albret
 (mars 2023).
Pour les autres membres de la famille, voir Maison d'Albret.
Charlotte d'Albret, née en 1480 et morte le 11 mars 1514, était dame de Châlus puis princesse de la Romagne, d'Andria et de Venafro, duchesse de Gandie, de Valentinois puis régente du Valentinois, duchesse de Romagne, comtesse de Diois, Piombino, Camerino et Urbino.
Elle était la fille d'Alain d'Albret, seigneur d'Albret, duc de Guyenne et vicomte de Tartas, et de Françoise de Châtillon, vicomtesse de Limoges, comtesse de Périgord. Elle avait pour frère Jean III, roi de Navarre.
En l'an 1497, elle est appelée à la Cour de France par Anne de Bretagne dont elle fut une des filles d'honneur.

## Mariage avec César Borgia
Le 12 mai 1499, elle épouse César Borgia, fils du pape Alexandre VI. Son mariage devait conclure le pacte entre Louis XII et le pape Alexandre VI, permettant au roi d'obtenir la bulle pontificale annulant son mariage avec Jeanne de France afin d'épouser Anne de Bretagne, veuve de son prédécesseur le roi Charles VIII. En contrepartie, Louis XII accordait au fils du pape, César Borgia, un duché (le Valentinois) et la main de Charlotte d'Albret. Dès septembre 1499 César Borgia partit pour l’Italie en laissant sa jeune épouse seule, enceinte. Dans le courant de l'an 1500 Charlotte donne le jour à une fille, Louise Borgia, dite Louise de Valentinois (1500-1553), qui ne devait jamais connaître son père.

## Dernières années
Charlotte quitta la  cour de sa protectrice Anne de Bretagne pour se retirer en Berry. Elle se rapproche de son amie Jeanne de France, la première épouse répudiée de Louis XII, réfugiée à Bourges. D'abord fixée à Issoudun dont son mari était devenu le seigneur, elle devient propriétaire des terres de Feusines, Néret et La Motte-Feuilly en 1504, ainsi que de Châlus. Elle acquit le château de la Motte-Feuilly, entre La Châtre et Châteaumeillant. César Borgia meurt au cours du siège de Viana le 12 mars 1507, à l'âge de 31 ans.
Charlotte mène d'abord une vie brillante entourée d'une petite cour comme l'atteste l'inventaire trouvé dans les archives de Louis II, duc de la Trémoille en 1517, puis une vie pieuse lorsqu'elle apprend son veuvage. Charlotte meurt le 11 mars 1514 à l'âge de 33 ans.

## Sépulture
En 1521, sa fille Louise fit édifier deux tombeaux pour sa mère. Martin Claustre (ou Cloître), imagier du roi à Blois originaire de Grenoble, entreprit la réalisation de ces deux monuments. L'un destiné à recevoir le corps, trouva  place dans le Couvent des Annonciades à Bourges  auprès de son amie Jeanne de France. 
Par son testament elle éleut sa sepulture dans l'Eglise de l'Annonciade de Bourges, où elle fut inhumée devant le grand Autel
. En 1562 son corps, ainsi que celui de Jeanne de France, furent exhumés et brûlés à Bourges par les Calvinistes. Rien ne subsiste actuellement de cette œuvre. Le second tombeau est toujours visible dans la chapelle de l'église paroissiale de La Motte-Feuilly. Il abriterait  le cœur de Charlotte d'Albret. Sur une table de marbre noir ornée des figurines des sept vertus une statue en albâtre était couchée. En 1793, le tombeau fut vandalisé, les figurines décapitées, les armoiries martelées, le gisant et la plaque brisés, les fragments dispersés gisent épars dans la chapelle.
La statue cassée en trois morceaux, la figure mutilée ainsi que les mains est maintenant debout adossée à la muraille de la chapelle... Des figures... gisent dispersées çà et là avec des fragments de petits pilastres arabesques, chargés de dessins allégoriques.
George Sand  évoquera la statue de Charlotte dressée contre le mur rompue en trois morceaux.
Le tombeau fut restauré en 1891 par les soins de la Commission des Monuments historiques de France. La tombe en marbre noir a été remplacée par un plateau en stuc sur lequel les morceaux de la statue en albâtre ont été rapprochés et cimentés. Le carreau double où repose la tête a été refait en pierre. Il fut ensuite classé comme monument historique.

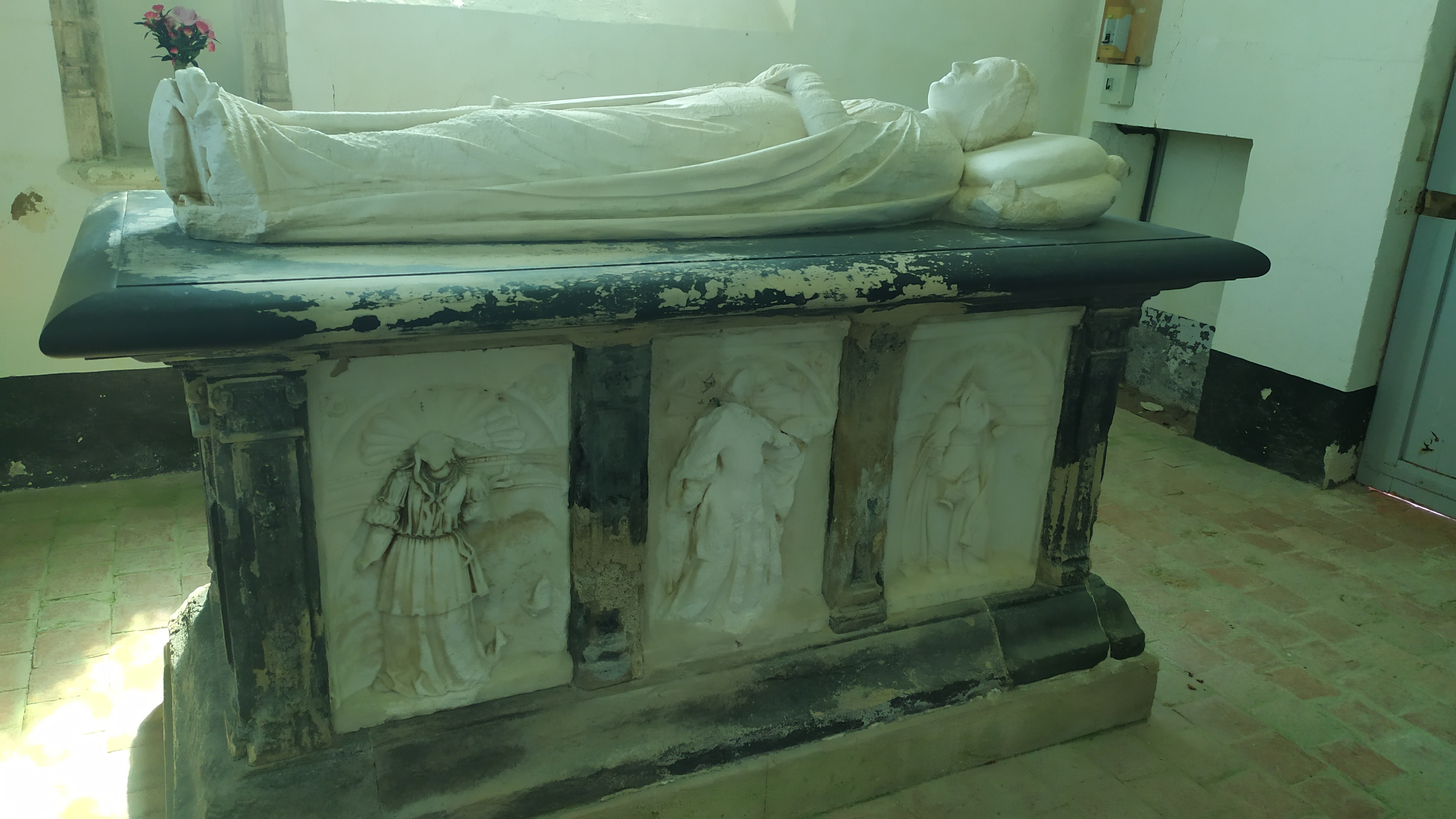
Tombeau (gisant) de Charlotte d'Albret en 2024.